# 皮德泰姆內
49°40′14″N 24°3′19″E / 49.67056°N 24.05528°E
皮德泰姆內（羅馬化：Pidtemne）是烏克蘭西部利維夫州利維夫區索隆卡市鎮的村莊。該村面積1.47平方公里，海拔高度320米，2001年人口86，人口密度每平方公里58.5人。